# Велика Мочулка
Вели́ка Мочу́лка — село в Україні, у Соболівській сільській громаді Гайсинського району Вінницької області. Населення становить 1423 особи.

## Краєзнавча довідка
Віддаленість від районного центру — 14 км, від обласного центру — 144 км. Межує з селами: Мала Мочулка, Орлівка, Соболівка, Антонівка. Село має вигідне розташування: є дорога з твердим покриттям на Теплик та деякі сусідні села.
Поруч розташовано декілька залізничних станцій:
- ходить поїзд Вінниця-Гайворон три рази на тиждень (найближча зупинка — Антонівка)
- Якщо потрібно їхати на Львів, Хмельницький, Одесу, Христинівку або Черкаси — потрібно користуватися станцією Кублич, яка лежить на іншій залізниці — Вапнярка-Христинівка.

Село стоїть на річці Мочулка, яка впадає в р. Ялту, яка в свою чергу впадає в притоку Південного Бугу річку Удич.
На схід від села знаходиться ландшафтний заказник місцевого значення Урочище Савранський ліс, на північній околиці села — ландшафтний заказник Урочище Яструб.

## Населення
Згідно з переписом УРСР 1989 року чисельність наявного населення села становила 1809 осіб, з яких 802 чоловіки та 1007 жінок.
За переписом населення України 2001 року в селі мешкало 1414 осіб.
- 2021 — 1008.[3]

### Мова
Розподіл населення за рідною мовою за даними перепису 2001 року:
| Мова       | Відсоток |
| ---------- | -------- |
| українська | 98,59 %  |
| російська  | 0,98 %   |
| вірменська | 0,28 %   |

## Постаті
- Іванченкова Лариса Володимирівна (* 1966) — доктор економічних наук, професор, ректор Одеського національного технологічного університету.